# 陶林戰鬥
陶林戰鬥發生於1936年11月15日－20日，地點則是在中國綏東一帶。是抗日戰爭初期的主要戰鬥之一，也是綏遠抗戰一部份。交戰一方為守軍之國民革命軍，另一方則為日軍與蒙軍聯軍。而中國軍隊領導者為傅作義，蒙軍則為德王。最後，綏遠軍獲勝，日軍在蒙基地遭到反擊。